# Vladimir Korolenko

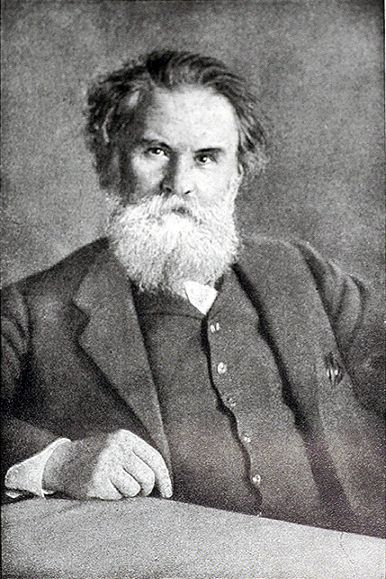
Vladimir Korolenko

Vladimir Galaktionovitsj Korolenko (Russisch: Владимир Галактионович Короленко) (Zjytomyr, 27 juli 1853 – Poltava, 25 december 1921) was een Russisch (Oekraïens) publicist en schrijver, vooral bekend om zijn korte novellen en verhalen. Hij heeft een veertigtal pseudoniemen gebruikt.

## Leven
Korolenko was zoon van een plattelandsrechter en studeerde landbouwwetenschappen in Moskou. Na deelname als student aan revolutionaire activiteiten werd hij van 1876 tot 1885 verbannen naar Siberië. Na zijn terugkeer begon hij te schrijven en verbond zich als sociaal bewogen publicist aan belangrijke neo-populistische Russische tijdschriften. Hij protesteerde tegen machtsmisbruik, politieke misstanden en pogroms. Na de revolutie van 1905 ageerde hij fel tegen de vele terechtstellingen die erop volgden.
Hij keerde zich tegen de Oktoberrevolutie, met name vanwege het gewelddadige karakter (hij beschouwde de Bolsjewieken als vijanden van de beschaving). Tijdens de Russische Burgeroorlog trad hij nog een aantal keren op als bemiddelaar tussen de Witten en de Roden. 
In 1921 stierf hij op 68-jarige leeftijd ten gevolge van een longontsteking.

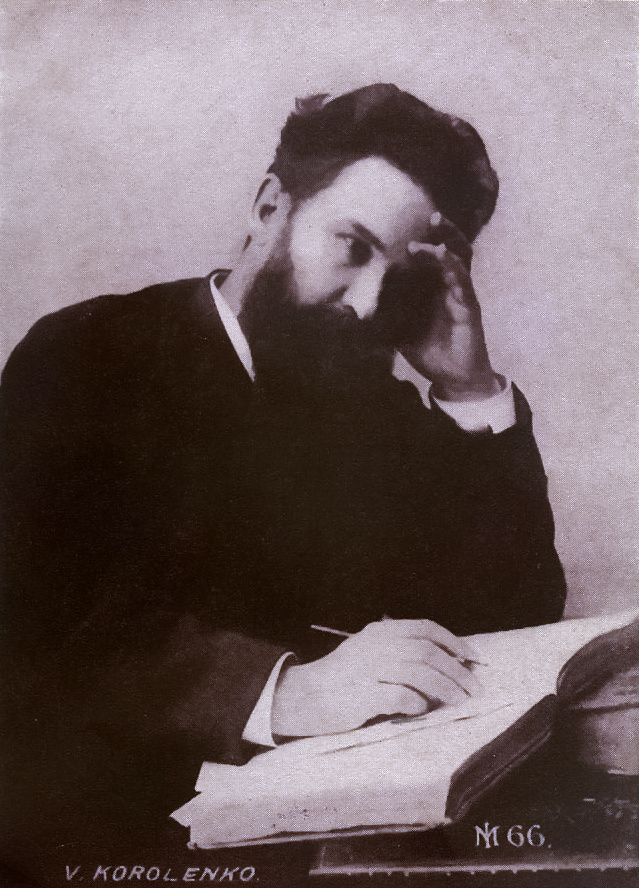
Korolenko op jonge leeftijd

## Werk
Korolenko wordt als verteller gerekend tot de populistische traditie, maar dan zonder didactische bedoelingen. Zijn werk is doordrongen van een diep medeleven voor de minder bedeelden. Het was vooral het lyrische element in zijn verhalen dat tijdgenoten aansprak (Toergenjev); ze waren onder de indruk van de grootsheid van de Siberische natuur, zijn fijne humor en zijn onverwoestbare geloof in de goedheid van de mens. Korolenko was de humanist onder de Russische schrijvers in de 19e eeuw. Hij was altijd bijzonder begaan met het lot van individuen aan de rand van de maatschappij (misdadigers, zwervers, ballingen, vluchtelingen etc.) en beschreef hen met groot psychologisch inzicht van binnenuit. Plot of handeling is van secundair belang, het gaat om de verandering die zich in de mens voltrekt.
Het postuum uitgegeven autobiografische "Gedachten over het verleden" (1924), wordt tegenwoordig gezien als zijn meest belangrijke werk. De meeste bekendheid geniet Korolenko echter nog steeds door zijn novelle ‘’Makars droom’’ (1885). Makar is een doodarme stumper die zich in het hiernamaals moet verantwoorden en die protesteert tegen het harde oordeel. Korolenko kiest duidelijk sympathie voor de misdeelde “halve wilde”. Makars droom verscheen in Nederland als onderdeel van de Russische Bibliotheek, in een verzameldeel met "Lermontov, Herzen en Garsjin.
Andere bekende verhalen van Korolenko zijn De vluchteling van het eiland Sachalin, De moordenaar en Fedor de dakloze. Deze novellen verschenen in 1986 in een Nederlandse uitgave van de Wereldbibliotheek ("De moordenaar en andere verhalen"), met een voorwoord van Willem G. Weststeijn. Weststeijn stelt: "Zijn werk is ten onrechte in de vergetelheid geraakt. Het beste ervan geeft Korolenko recht op een plaats tussen de groten van de klassieke Russische literatuur".

## Werken (selectie)
- Het woud ruist (1885)
- Makars droom (1885, onderdeel van de verhalenbundel “Notities van een toerist in Siberië”)
- De blinde Muzikant (1886)
- Zonder taal (1894)
- Het hongerjaar (1892, reportage)
- Brieven aan volkskommissaris Loenatsjarski (1920)
- Gedachten over het verleden, (1922, 4 delen)